# Максимъярви
Максимъярви — озеро на территории Ледмозерского сельского поселения Муезерского района Республики Карелии.

## Общие сведения
Площадь озера — 1,6 км², площадь водосборного бассейна — 102 км². Располагается на высоте 186,0 метров над уровнем моря.
Форма озера лопастная, продолговатая: оно сильно вытянуто с северо-запада на юго-восток. Берега изрезанные, каменисто-песчаные, преимущественно возвышенные.
Через озеро протекает река Максим, впадающая в Лувозеро, через которое протекает река Ногеусйоки. Последняя впадает в озеро Нюк, из которого берёт начало река Растас, впадающая в реку Чирко-Кемь.
Код объекта в государственном водном реестре — 02020000911102000005513.